# Chelsea (Wisconsin)
Chelsea è un comune degli Stati Uniti, situato in Wisconsin, nella Contea di Taylor.